# Martin Kohlstedt
Pour les articles homonymes, voir Kohlstedt.

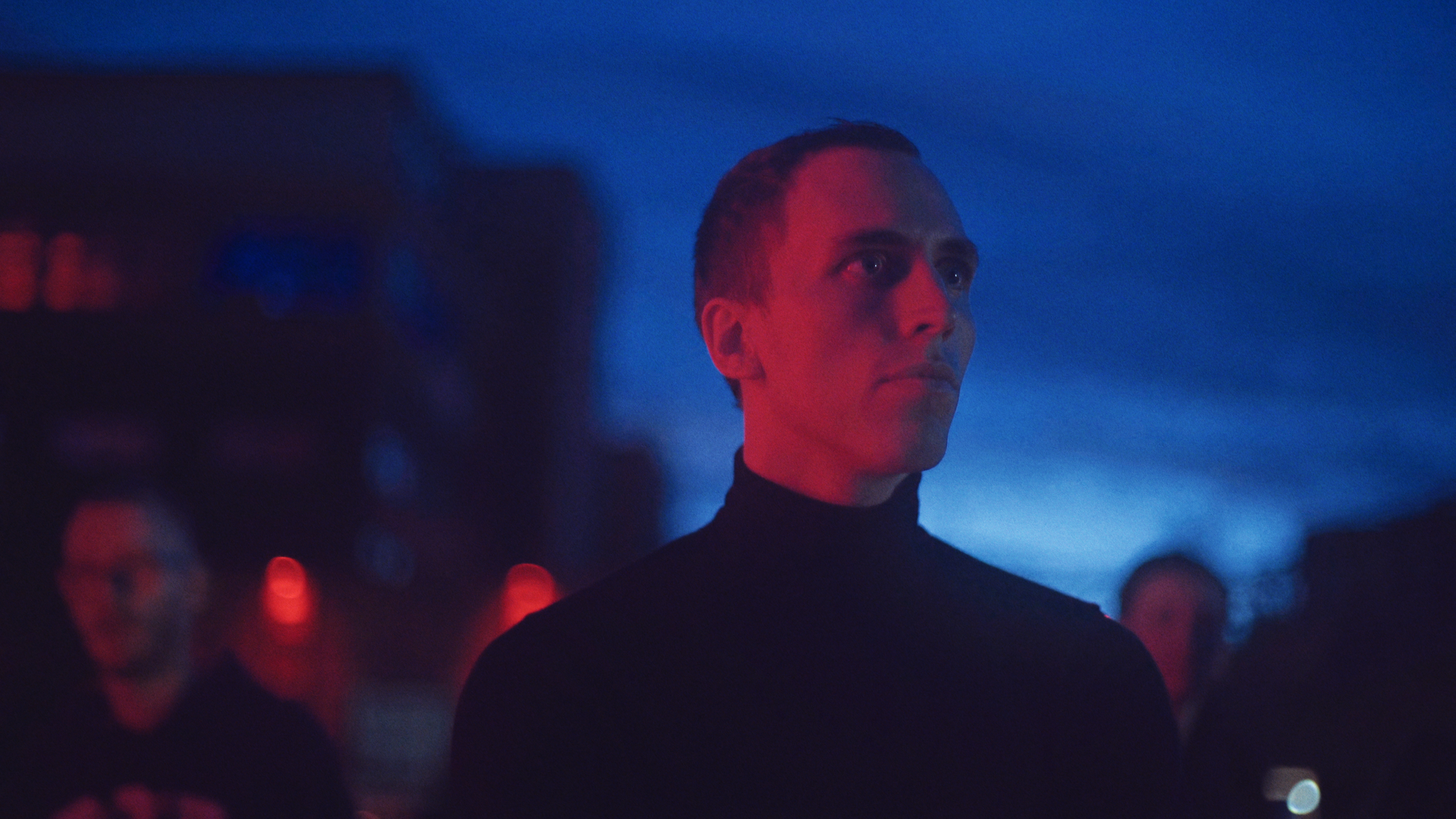
Martin Kohlstedt au festival Gamma 2017, Usine Stepan Razin, Saint-Pétersbourg, Russie.

Martin Kohlstedt, né le 24 janvier 1988 à Breitenworbis dans l'Arrondissement d'Eichsfeld en Thuringe, à l'époque en Allemagne de l'Est, est un compositeur, pianiste et producteur de musique allemand. Il mêle dans ses compositions piano acoustique et éléments électroniques, rythmes électroniques et Fender Rhodes.

## Biographie
Martin Kohlstedt a suivi les cours de l'école de musique de Leinefelde et passe à 18 ans son examen final de piano (Klavieroberstufenabschluss). Il commence alors à se former au clavier de jazz. Il étudie ensuite l'art et la forme des médias à l'Université Bauhaus de Weimar. À côté, après une formation au piano interactif, il participe à plusieurs groupes de musique dans une ancienne gare d'Erfurt. Toujours à la même époque, il fonde la société de production musical Mamaro, qui publie entre autres des musiques de film et des pièces radiophoniques de science-fiction. Il interrompt ses études au troisièmes semestre de son Master, pour se consacrer à sa musique et à son label.
Il répartit son activité entre projets solo, musiques de films, concerts lors de festivals de musique, et tournées en solo. On peut citer un concert télévisé en 2016 sur la chaîne russe Дождь, ou un concert en 2017 dans la grande salle de la Philharmonie de l'Elbe à Hambourg.
Il a collaboré avec plusieurs autres musiciens de musique pop et électronique : Christian Löffler, FM Belfast, Hundreds, Douglas Dare (en) et Peter Broderick (en).
Il vit à Weimar.

## Discographie partielle

### Albums
- 2012 : Tag (Edition Kohlstedt)
- 2013 : Tag Remixes (Edition Kohlstedt)
- 2014 : Nacht (Edition Kohlstedt)
- 2015 : Nacht Reworks (Edition Kohlstedt)
- 2017 : Strom (Edition Kohlstedt / Rough Trade)
- 2019 : Ströme (avec le GewandhausChor de Leipzig) (Warner Classics)
- 2020 : FLUR (Warner Classics)
- 2023 : Feld